# Jokela

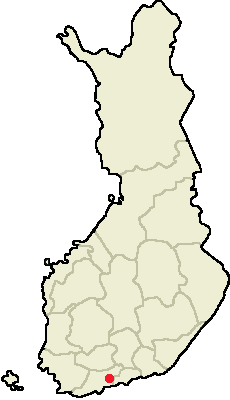
Jokela - amplasarea localităţii pe harta Finlandei

Jokela (5 300 locuitori) este o localitate în sudul Finlandei, în comuna Tuusula.
A devenit cunoscută în urma  a doua evenimente tragice:
- accidentul feroviar din  21 aprilie  1996  soldat cu 4 morți, 75 răniți și pagube materiale de peste 4,3 milioane euro  [1]

- atacul armat din 7 noiembrie 2007, din incinta liceului, cunoscut ca și Masacrul de la Jokela  [2]